# Mark Russinovich
Mark Russinovich  (1966.) je jedan od bitnih osoba u Microsoftovoj programerskoj momčadi. Hrvatskog je podrijetla.
Osnovao je tvrtku Winternals Software. Kreirao je brojne komponente operacijskih sustava Windows NT i Windows 2000.

## Djela
(izbor)
- Inside NT's Object Manager", Windows IT Pro, listopad 1997.
- Mark E. Russinovich, David A. Solomon: Windows Internals – Windows 2000, Windows XP und Windows Server 2003 aus der Insider-Perspektive für Entwickler und Administratoren. Microsoft Press, 2005., ISBN 3-86063-977-3
- Mark E. Russinovich, David A. Solomon: Windows® Internals, Fifth Edition, Covering Windows Server 2008 and Windows Vista. Microsoft Press, 17. lipnja 2009., ISBN 0-7356-2530-1
- Mark E. Russinovich, David A. Solomon, Alex Ionescu: Windows® Internals, Sixth Edition, Part 1. Microsoft Press, 17. travnja 2012., ISBN 978-0735648739
- Mark E. Russinovich: Inside Microsoft Windows 2000. Microsoft Press, 2002., ISBN 3-86063-630-8

## Vanjske poveznice
- Mark’s Blog na Microsoftu  Arhivirana inačica izvorne stranice od 1. ožujka 2010. (Wayback Machine) (engleski)